# Porte d'Asnières
La porte d'Asnières est une importante porte de Paris située dans le 17e arrondissement. Elle doit son nom à sa proximité avec la ville d'Asnières-sur-Seine.

## Situation et accès
La porte d'Asnières se trouve à 1 000 m à l'ouest de la porte de Clichy et 600 m à l'est de la porte de Courcelles. Initialement située sur le boulevard Berthier dans le prolongement du boulevard Malesherbes, elle est depuis la construction du boulevard périphérique localisée au-delà de l’avenue de la Porte-d'Asnières au niveau du boulevard du Fort-de-Vaux. La porte d'Asnières était le départ de l'ancienne RN 309 (actuellement RD 909).
La porte d'Asnières est un accès important au boulevard périphérique de Paris intérieur et extérieur. Elle est desservie par les lignes du réseau de bus RATP 20, 94, 341 et par la ligne 3b du tramway d'Île-de-France.

## Historique
Cette porte, flanquée de deux corps de garde, percée dans l'enceinte de Thiers au milieu du XIXe siècle, contrôlait l'entrée de la route d'Asnières, également appelée « rue Victor-Hugo » ou « RN 309 », qui était située sur la partie du territoire de Levallois-Perret annexé par Paris en 1930. 

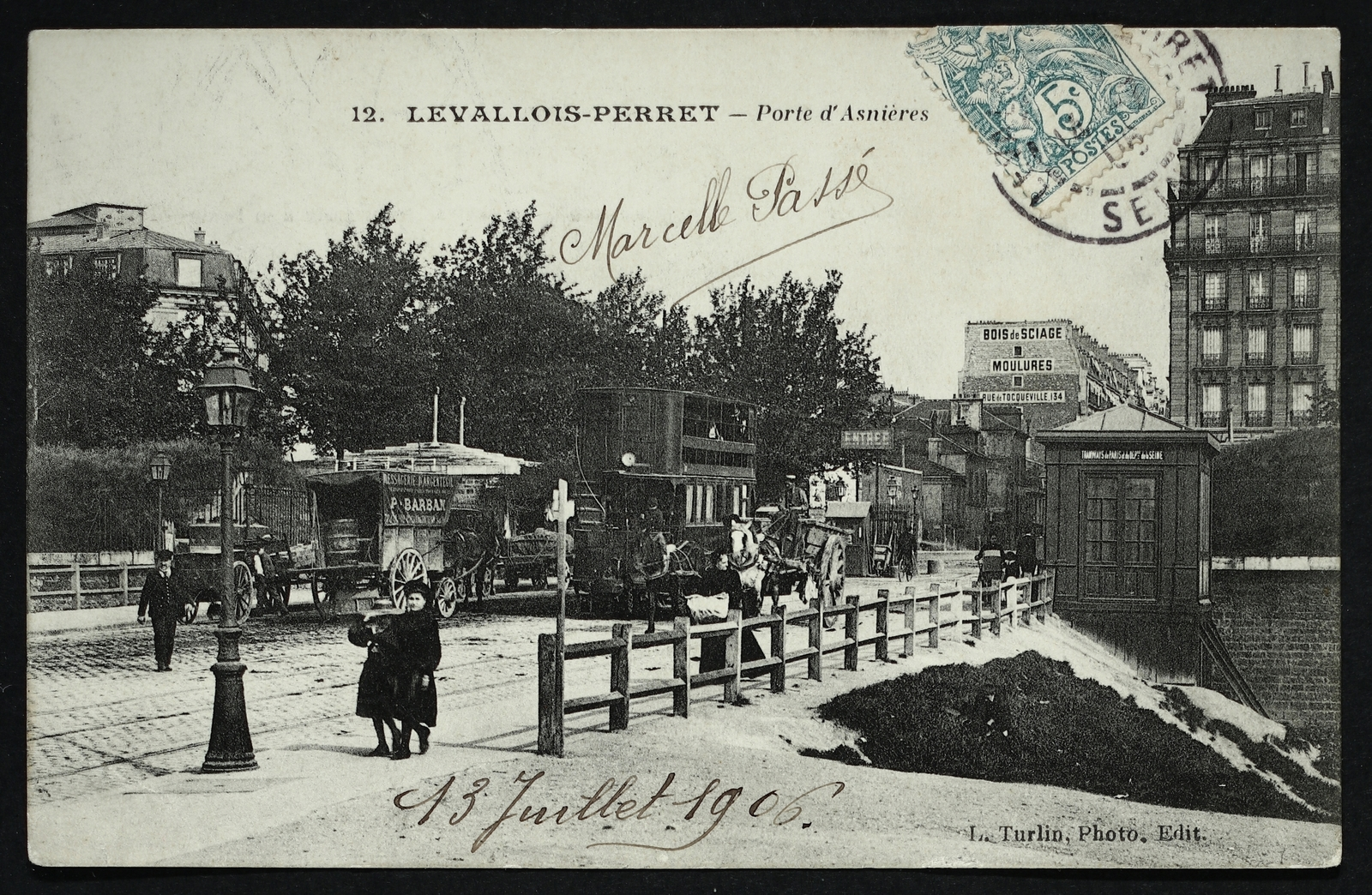
Levallois-Perret: Porte d'Asnières avant 1906.
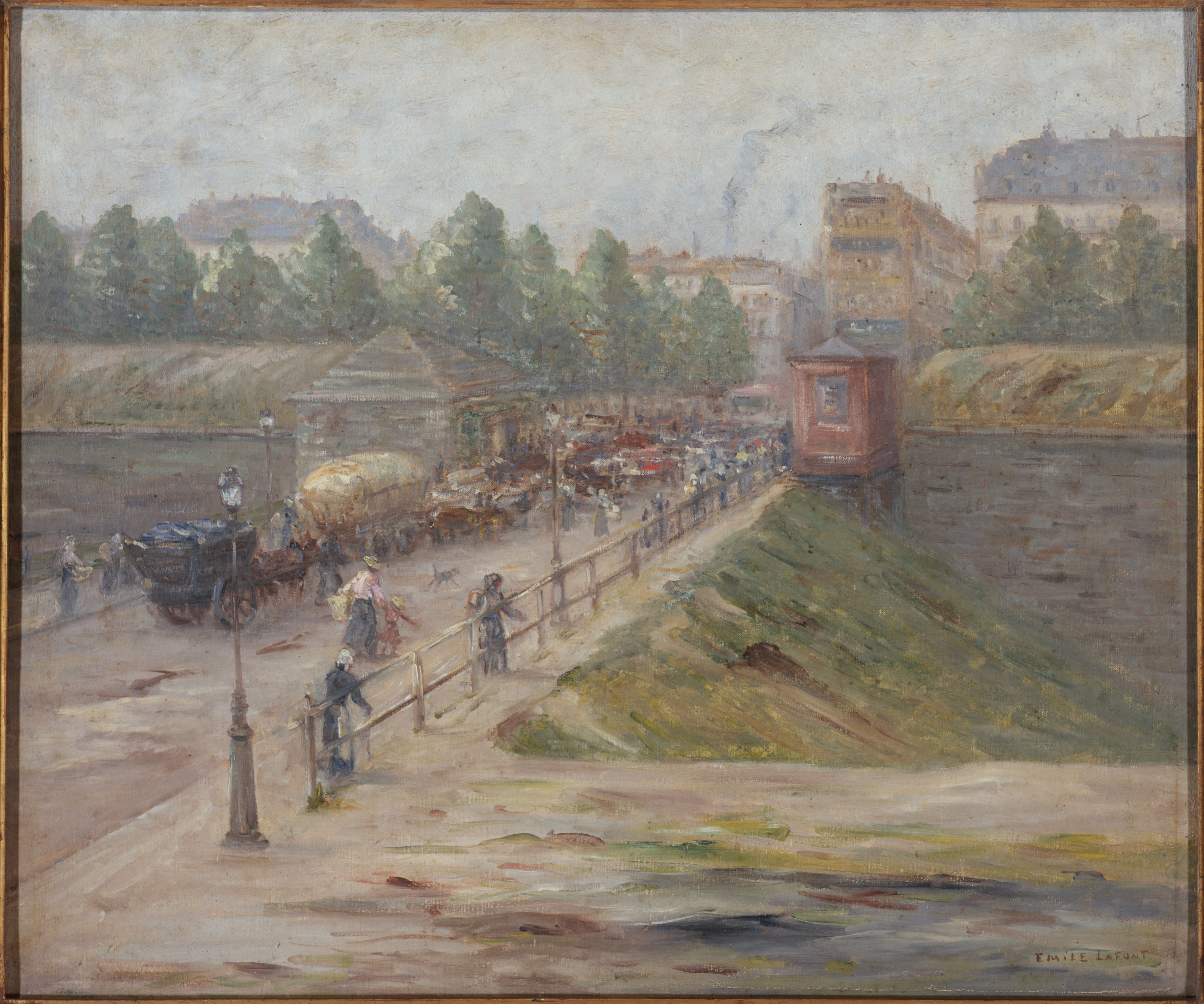
La porte d'Asnières vers 1909 (anonyme, musée Carnavalet).

La partie intérieure de la porte est devenue, en partie, la rue de Tocqueville et la partie extérieure l'avenue de la Porte-d'Asnières.

## Équipements
Ouvert en octobre 2012, le centre commercial So Ouest à Levallois-Perret se trouve tout près de la porte.